# تله (محاسبات)
در محاسبات و سیستم‌های عامل، یک تله که با عنوان استثنا یا یک خطا شناخته می‌شود، یک نوع از وقفه‌های سنکرون است که معمولاً به دلیل یک شرایط استثنایی (مانند تقسیم بر صفر، دسترسی نامعتبر به حافظه و غیره) به وجود می‌آید. تله معمولاً منجر به تعویض به حالت هسته (کرنل) می‌شود و سیستم‌عامل بعضی اقدامات را پیش از بازگرداندن کنترل به فرایند اصلی انجام می‌دهد. تله در یک فرایند سیستمی جدی‌تر از یک تله در فرایند کاربر است و در بعضی سیستم‌ها مهلک است. در بعضی استفاده‌ها، عنوان تله به یک وقفه که برای شروع عمل تعویض متن به برنامه ناظر یا اشکل‌زدا صادر شده‌است، اشاره می‌کند.
در SNMP، تله نوعی PDU است که برای گزارش هشدار یا دیگر رخدادهای آسنکرون برای مدیریت زیرسیستم بکار گرفته می‌شود.

## توجهات
تنوعات گسترده‌ای در نام‌گذاری وجود دارد. در بعضی کامپیوترها عنوان تله اشاره به هرنوع وقفه دارد. روی بعضی ماشین‌ها به هرنوع وقفهٔ سنکرون، روی بعضی ماشین‌ها به هرنوع وقفه که به خروجی یا ورودی مربوط است و روی بعضی دیگر تنها به وقفه‌هایی که به وسیلهٔ دستورالعمل‌های دارای نام تله و غیره اشاره دارد.